# Міжнародний кубок чемпіонів 2017
Міжнародний Кубок чемпіонів 2017 - п'ятий розіграш Міжнародного кубку чемпіонів. Турнір проводився з 18 по 30 липня 2017 року у трьох країнах.

## Склад учасників
| Країна    | Ліга       | Команда  | Місто    |
| --------- | ---------- | -------- | -------- |
| Англія    | АПЛ        | Арсенал  | Лондон   |
| Німеччина | Бундесліга | Баварія  | Мюнхен   |
| Німеччина | Бундесліга | Боруссія | Дортмунд |
| Італія    | Серія А    | Інтер    | Мілан    |
| Італія    | Серія А    | Мілан    |          |
| Франція   | Ліга 1     | Олімпік  | Ліон     |

| Країна    | Ліга       | Команда | Місто  |
| --------- | ---------- | ------- | ------ |
| Англія    | АПЛ        | Челсі   | Лондон |
| Німеччина | Бундесліга | Баварія | Мюнхен |
| Італія    | Серія А    | Інтер   | Мілан  |

| Країна  | Ліга    | Команда           | Місто  |
| ------- | ------- | ----------------- | ------ |
| Англія  | АПЛ     | Манчестер Сіті    |        |
| Англія  | АПЛ     | Манчестер Юнайтед |        |
| Англія  | АПЛ     | Тоттенгем Готспур | Лондон |
| Франція | Ліга 1  | Парі Сен-Жермен   | Париж  |
| Італія  | Серія А | Ювентус           | Турин  |
| Італія  | Серія А | Рома              | Рим    |
| Іспанія | Ла Ліга | Барселона         |        |
| Іспанія | Ла Ліга | Реал              | Мадрид |

## Матчі

### Китай
| 18 липня 2017 19:20 CST |

| Мілан            | 1–3                                       | Боруссія Дортмунд                                   |
| ---------------- | ----------------------------------------- | --------------------------------------------------- |
| Карлос Бакка 24' | Report[недоступне посилання з 01.07.2018] | Нурі Шахін 16' П'єр-Емерік Обамеянг 20' (пен.), 62' |

| Центральний Стадіон Уневрситету Гуанчжоу, Гуанчжоу Глядачів: 19,000 Арбітр: Чжан Лей (Китай) |

| 19 липня 2017 19:20 CST |

| Баварія Мюнхен                 | 1–1                                       | Арсенал           |
| ------------------------------ | ----------------------------------------- | ----------------- |
| Роберт Левандовський 9' (пен.) | Report[недоступне посилання з 01.07.2018] | Алекс Івобі 90+4' |

| Шанхайський стадіон, Шанхай Глядачів: 55,891 Арбітр: Гуань Сін (Китай) |

|                                                                           |       | Пенальті                                                      |  |
| Давід Алаба · Матс Гуммельс · Кінгслі Коман · Ренату Санчеш · Хуан Бернат | 2 — 3 | Аарон Ремзі · Мохаммед Ель-Нені · Начо Монреаль · Алекс Івобі |  |

| 22 липня 2017 17:35 CST |

| Баварія Мюнхен | 0–4                                       | Мілан                                                         |
| -------------- | ----------------------------------------- | ------------------------------------------------------------- |
|                | Report[недоступне посилання з 01.07.2018] | Франк Кесс'є 14' Патрік Кутроне 25', 43' Хакан Чалханоглу 85' |

| Шеньчженьський стадіон, Шеньчжень Глядачів: 39,998 Арбітр: Ай Кун (Китай) |

| 24 липня 2017 20:05 CST |

| Інтер Мілан        | 1–0                                       | Олімпік Ліон |
| ------------------ | ----------------------------------------- | ------------ |
| Стеван Йоветич 74' | Report[недоступне посилання з 01.07.2018] |              |

| Нанкінський Олімпійський Спортивний Центр, Нанкін Арбітр: Ма Нін (Китай) |

### Сингапур
| 25 липня 2017 19:35 SGT |

| Челсі                                | 2–3                                       | Баварія Мюнхен                   |
| ------------------------------------ | ----------------------------------------- | -------------------------------- |
| Маркос Алонсо 45+3' Міші Батшуаї 85' | Report[недоступне посилання з 01.07.2018] | Рафінья 6' Томас Мюллер 12', 27' |

| Національний стадіон, Сінгапур Глядачів: 48,522 Арбітр: Мухаммад Такі (Сінгапур) |

| 27 липня 2017 19:35 SGT |

| Баварія Мюнхен | 0–2                                       | Інтер Мілан  |
| -------------- | ----------------------------------------- | ------------ |
|                | Report[недоступне посилання з 01.07.2018] | Едер 8', 30' |

| Національний стадіон, Сінгапур Глядачів: 23,388 Арбітр: Янсен Фу (Сінгапур) |

| 29 липня 2017 19:35 SGT |

| Челсі                      | 1–2                                       | Інтер Мілан                           |
| -------------------------- | ----------------------------------------- | ------------------------------------- |
| Жоффрей Кондогбія 74' (аг) | Report[недоступне посилання з 01.07.2018] | Стеван Йоветич 45+3' Іван Перішич 53' |

| National Stadium, Сінгапур Глядачів: 32,547 Арбітр: Сухбір Сінгх (Сінгапур) |

### Сполучені Штати Америки
| 19 липня 2017 20:05 EDT |

| Рома           | 1–1                                       | Парі Сен-Жермен |
| -------------- | ----------------------------------------- | --------------- |
| Садік Умар 60' | Report[недоступне посилання з 01.07.2018] | Маркіньйос 36'  |
|                | Пенальті                                  |                 |
|                | 3–5                                       |                 |

| Комеріка-Парк, Детройт, Мічиган Глядачів: 36,289 Арбітр: Кріс Пенсо (США) |

|                                                                   |       | Пенальті                                                                     |  |
| Бруно Перес · Раджа Наїнгголан · Жерсон Сантос · Данієле Де Россі | 3 — 5 | Лукас Моура · Крістофер Нкунку · Лоренцо Келігарі · Одсон Едуар · Маркіньйос |  |

| 20 липня 2017 21:05 CDT |

| Манчестер Юнайтед                    | 2–0                                       | Манчестер Сіті |
| ------------------------------------ | ----------------------------------------- | -------------- |
| Ромелу Лукаку 37' Маркус Рашфорд 39' | Report[недоступне посилання з 01.07.2018] |                |

| NRG-Стедіум, Х'юстон, Техас Глядачів: 67,401 Арбітр: Ісмаїл Ельфат (США) |

| 22 липня 2017 18:05 EDT |

| Ювентус              | 1–2                                       | Барселона       |
| -------------------- | ----------------------------------------- | --------------- |
| Джорджо К'єлліні 63' | Report[недоступне посилання з 01.07.2018] | Неймар 15', 26' |

| Мет-Лайф Стедіум, Іст-Ратерфорд, Нью Джерсі Глядачів: 82,104 Арбітр: Едвін Джурісевіч (США) |

| 22 липня 2017 20:05 EDT |

| Парі Сен-Жермен                      | 2–4                                       | Тоттенгем Готспур                                                              |
| ------------------------------------ | ----------------------------------------- | ------------------------------------------------------------------------------ |
| Едінсон Кавані 6' Хав'єр Пасторе 36' | Report[недоступне посилання з 01.07.2018] | Крістіан Еріксен 11' Ерік Даєр 18' Тобі Алдервейрелд 82' Гаррі Кейн 88' (пен.) |

| Кемпінг Уорлд Стедіум, Орландо, Флорида Глядачів: 33,322 Арбітр: Тед Ункель (США) |

| 23 липня 2017 14:05 PDT |

| Реал Мадрид         | 1–1                                       | Манчестер Юнайтед    |
| ------------------- | ----------------------------------------- | -------------------- |
| Каземіро 69' (пен.) | Report[недоступне посилання з 01.07.2018] | Джессі Лінгард 45+1' |

| Левайс Стедіум, Санта-Клара, Каліфорнія Глядачів: 65,109 Арбітр: Кевін Стотт (США) |

|                                                                 |       | Пенальті                                                                             |  |
| Матео Ковачич · Óscar · Луізмі Кесада · Тео Ернандес · Каземіро | 1 — 2 | Антоні Марсьяль · Скотт Мактоміней · Генріх Мхітарян · Віктор Лінделеф · Дейлі Блінд |  |

| 25 липня 2017 20:05 EDT |

| Тоттенгем Готспур                    | 2–3                                       | Рома                                                             |
| ------------------------------------ | ----------------------------------------- | ---------------------------------------------------------------- |
| Гаррі Вінкс 87' Вінсент Янссен 90+1' | Report[недоступне посилання з 01.07.2018] | Дієго Перотті 13' (пен.) Ченгіз Юндер 70' Марко Туммінелло 90+2' |

| Ред Булл Арена, Гаррісон, Нью Джерсі Глядачів: 26,192 Арбітр: Іларіо Грахеда (США) |

| 26 липня 2017 19:30 EDT |

| Барселона  | 1–0                                       | Манчестер Юнайтед |
| ---------- | ----------------------------------------- | ----------------- |
| Неймар 31' | Report[недоступне посилання з 01.07.2018] |                   |

| FedEx Філд, Ландовер, Меріленд Глядачів: 80,162 Арбітр: Армандо Вілл'ярреал (США) |

| 26 липня 2017 21:05 EDT |

| Парі Сен-Жермен                       | 2–3                                       | Ювентус                                             |
| ------------------------------------- | ----------------------------------------- | --------------------------------------------------- |
| Гонсалу Гуедеш 53' Хав'єр Пасторе 80' | Report[недоступне посилання з 01.07.2018] | Гонсало Ігуаїн 45' Клаудіо Маркізіо 62', 89' (пен.) |

| Хард Рок Стедіум, Маямі-Ґарденс, Флорида Глядачів: 44,444 Арбітр: Тед Ункель (США) |

| 26 липня 2017 20:35 PDT |

| Манчестер Сіті                                                          | 4–1                                       | Реал Мадрид |
| ----------------------------------------------------------------------- | ----------------------------------------- | ----------- |
| Ніколас Отаменді 52' Рагім Стерлінг 59' Джон Стоунс 67' Брахім Діас 81' | Report[недоступне посилання з 01.07.2018] | Óscar 90'   |

| Лос-Анджелес Меморіал Колізеум, Лос-Анджелес, Каліфорнія Глядачів: 93,098 Арбітр: Балдомеро Толедо (США) |

| 29 липня 2017 17:05 CDT |

| Манчестер Сіті                                       | 3–0                                       | Тоттенгем Готспур |
| ---------------------------------------------------- | ----------------------------------------- | ----------------- |
| Джон Стоунс 10' Рагім Стерлінг 72' Брахім Діас 90+1' | Report[недоступне посилання з 01.07.2018] |                   |

| Nissan Стедіум, Нашвілл, Теннессі Глядачів: 56,232 Арбітр: Фотіс Базакос (США) |

| 29 липня 2017 20:05 EDT |

| Реал Мадрид                         | 2–3                                       | Барселона                                        |
| ----------------------------------- | ----------------------------------------- | ------------------------------------------------ |
| Матео Ковачич 14' Марко Асенсіо 36' | Report[недоступне посилання з 01.07.2018] | Ліонель Мессі 3' Іван Ракитич 7' Жерард Піке 50' |

| Хард Рок Стедіум, Маямі-Ґарденс, Флорида Глядачів: 66,014 Арбітр: Хаїр Марруфо (США) |

| 30 липня 2017 16:05 EDT |

| Рома           | 1–1                                       | Ювентус             |
| -------------- | ----------------------------------------- | ------------------- |
| Едін Джеко 74' | Report[недоступне посилання з 01.07.2018] | Маріо Манджукич 29' |

| Жилетт Стедіум, Фоксборо, Массачусетс Глядачів: 33,039 Арбітр: Хорхе Гонсалес (США) |

|                                                                                  |       | Пенальті                                                                                 |  |
| Марко Туммінелло · Лоренцо Пеллегріні · Хуан Ітурбе · Бруно Перес · Ченгіз Юндер | 4 — 5 | Штефан Ліхтштайнер · Андреа Барцальї · Федеріко Бернардескі · Самі Хедіра · Дуглас Коста |  |

## Підсумкові таблиці

### Китай
| Поз | Команда           | М | В | ВП | ПП | П | ГЗ | ГП | Різ | О |
| --- | ----------------- | - | - | -- | -- | - | -- | -- | --- | - |
| 1   | Боруссія Дортмунд | 1 | 1 | 0  | 0  | 0 | 3  | 1  | +2  | 3 |
| 2   | Інтер Мілан       | 1 | 1 | 0  | 0  | 0 | 1  | 0  | +1  | 3 |
| 3   | Мілан             | 2 | 1 | 0  | 0  | 1 | 5  | 3  | +2  | 3 |
| 4   | Арсенал           | 1 | 0 | 1  | 0  | 0 | 1  | 1  | 0   | 2 |
| 5   | Баварія Мюнхен    | 2 | 0 | 0  | 1  | 1 | 1  | 5  | −4  | 1 |
| 6   | Олімпік Ліон      | 1 | 0 | 0  | 0  | 1 | 0  | 1  | −1  | 0 |

### Сингапур
| Поз | Команда        | М | В | ВП | ПП | П | ГЗ | ГП | Різ | О | Підсумковий результат                                   |
| --- | -------------- | - | - | -- | -- | - | -- | -- | --- | - | ------------------------------------------------------- |
| 1   | Інтер Мілан    | 2 | 2 | 0  | 0  | 0 | 4  | 1  | +3  | 6 | Переможець Міжнародного кубку чемпіонів 2017 (Сінгапур) |
|     |                |   |   |    |    |   |    |    |     |   |                                                         |
| 2   | Баварія Мюнхен | 2 | 1 | 0  | 0  | 1 | 3  | 4  | −1  | 3 |                                                         |
| 3   | Челсі          | 2 | 0 | 0  | 0  | 2 | 3  | 5  | −2  | 0 |                                                         |

### Сполучені Штати Америки
| Поз | Команда           | М | В | ВП | ПП | П | ГЗ | ГП | Різ | О | Підсумковий результат                              |
| --- | ----------------- | - | - | -- | -- | - | -- | -- | --- | - | -------------------------------------------------- |
| 1   | Барселона         | 3 | 3 | 0  | 0  | 0 | 6  | 3  | +3  | 9 | Переможець Міжнародного кубку чемпіонів 2017 (США) |
|     |                   |   |   |    |    |   |    |    |     |   |                                                    |
| 2   | Манчестер Сіті    | 3 | 2 | 0  | 0  | 1 | 7  | 3  | +4  | 6 |                                                    |
| 3   | Рома              | 3 | 1 | 0  | 2  | 0 | 5  | 4  | +1  | 5 |                                                    |
| 4   | Манчестер Юнайтед | 3 | 1 | 1  | 0  | 1 | 3  | 2  | +1  | 5 |                                                    |
| 5   | Ювентус           | 3 | 1 | 1  | 0  | 1 | 5  | 5  | 0   | 5 |                                                    |
| 6   | Тоттенгем Готспур | 3 | 1 | 0  | 0  | 2 | 6  | 8  | −2  | 3 |                                                    |
| 7   | Парі Сен-Жермен   | 3 | 0 | 1  | 0  | 2 | 5  | 8  | −3  | 2 |                                                    |
| 8   | Реал Мадрид       | 3 | 0 | 0  | 1  | 2 | 4  | 8  | −4  | 1 |                                                    |

## Зовнішні посилання
- Офіційний сайт